# 妫姓
媯姓，是漢族上古八大姓之一。得姓始祖是舜帝。

## 姓氏渊源
單一淵源：源於有虞氏，出自上古高阳氏後裔舜帝的封地，屬於以居邑名稱為姓。
舜出生于姚墟，當舜還是個平民的時候，就有德有望，部落首領堯十分欣賞他的才幹，於是把兩個女兒娥皇、女英嫁給了他，並讓他居住於媯水之邊。媯水，發源於今山西省永濟市南部歷山，向西流入黃河。另有一處媯水，發源於今北京延慶縣東南軍都山，向西南流至河北省懷來縣，注入永定河。舜所居之媯水，為源於山西永濟歷山的媯汭河。
媯姓為黃帝支系有虞氏的後裔，帝舜為黃帝曾孫顓頊的六世孫，他繼帝堯之後，登上了中原地區黃帝族系最大的部落首領之位，躋至五帝的行列，成為中華文明的先祖之一。
史書記載說：「堯帝厘降二女於媯汭，嬪於虞。」媯，就是媯水(今山西永濟)之稱，汭，就是水邊。有虞氏興起於燕山一帶，虞是其部落圖騰。虞，屬於虎的一種，有虞氏聚居於燕山周圍的媯水，轄有其地，遂以所居之地為氏，姓媯。
媯姓之顯則肇始於虞舜時期。舜帝出生于姚墟，故以姚为姓。待堯將帝位傳到舜以後，舜帝的後代便以堯帝封邑居住的地名作為姓氏，稱媯姓，成為中華民族最為古老的八大始姓之一。
舜之子為商均，商均在大禹執政時被封於虞地(今河南虞城，至今還保留著商均墓村)。商均之後為虞思，虞思封於商(今陝西商縣)。舜的另一支後裔虞遂定居虞鄉(今山西永濟)，後受封於遂國。商滅夏時，又移封於陳地(今河南宛丘)。
西周初期，虞思的後裔虞阏父，他繼承了先祖制陶的手藝，做陶的本領首屈一指，因此獲得周人垂青，擔任了周族陶正之官。周文王後來還特意將長女太姬許配給遏父之子胡公滿。
周武王滅商之後，分封黃帝、唐堯、虞舜之後，以備三恪。胡公满是帝舜三十二代孫，為舜裔的嫡脈，因此受封於陳地(今河南淮陽，其時轄地在河南開封以東至安徽亳縣以北，都城在宛丘)，奉帝舜之祀，建立起又一個陳國，取代了虞遂所建的陳國，轄地規模也比前者有了明顯的擴大，從此奉為正朔，延續了虞舜的一脈香火。
妫姓是陈、胡、袁、田、陆、王、车等等许多姓氏的起源之一。

## 郡望
- 吳興郡：《姓氏考略》中記載，媯姓望出吳興。三國寶鼎元年置郡，其時轄地在今浙江省臨安至江蘇省宜興一帶地區。治所在烏程(今浙江湖州)。

- 南郡：秦朝時期置郡，其實轄地在晉湖北舊荊州、安陸、漢陽、武昌、黃州、德安、施南諸府及襄陽府之南境，治所在郢，故楚都(今湖北江陵)，即今湖北省江陸縣東南一帶。漢朝時期置漢陵縣為郡治即今江陵縣，三國時期吳國移郡治至公安(今湖北公安)。到西晉時期復移郡治於江陵(今湖北荊州)。唐朝時期改為江陵郡，後升為江陵府。

## 历史名人
- 田齊君主皆姓媯。

- 胡公满：西周至春秋時代諸侯國陳國的開國君主。
- 妫昌：(生卒年待考)，王莽建國初，封媯昌為如睦侯，專奉虞帝后，即繼承新朝另一派祖先虞舜的後代。
- 媯覽：(？～204年)，與戴員原是吳郡太守盛憲故吏，盛憲被孫權殺害後，覽和員都入山匿藏，後來孫翊任丹陽太守後就受翊招募而出山任大都督領兵。後來與孫翊不和，隨與戴員唆使邊鴻將孫翊殺害並造反，後被孫河指責兩人，使到兩人計劃將孫河殺害，迎接揚州刺史劉馥，正式造反。後孫翊屬下徐元，孫高和傅嬰將媯覽，戴員給殺死。
- 妫昆：(生卒年待考)，吳郡餘杭人(今浙江餘杭)。西晉大臣。時為南郡太守，曾被彈劾入獄，他的兒子媯皓當時只有十六歲，冒著生命危險，血流滿面地闖進公堂，要求奏理。
- 妫皓：(生卒年待考)，字元起，媯昆之子；吳郡餘杭人(今浙江餘杭)。西晉大臣。其父被人彈劾入獄後，媯皓當時只有十六歲，便冒著生命危險，懷裡揣上小石頭，到衙門口後用石頭打破自己的臉，然後血流滿面地闖進公堂，要求奏理。審理此案官員被其孝制感動，上奏朝廷，使其父免於刑事。後官至尚書郎，明達國典(文質彬彬，通曉政務，符合國家政典要求)。

## 延伸阅读
[在维基数据编辑]
 《欽定古今圖書集成·明倫彙編·氏族典·媯姓部》，出自陈梦雷《古今圖書集成》